# Talk (Coldplay)
Talk è un singolo del gruppo musicale britannico Coldplay, pubblicato il 19 dicembre 2005 come terzo estratto dal terzo album in studio X&Y.

## Descrizione
Quinta traccia di X&Y, la melodia principale del brano è tratta dal brano Computer Love dei Kraftwerk. Il brano doveva inizialmente essere una b-side del primo singolo dell'album, Speed of Sound, prima di essere inserito all'ultimo momento nel disco e di costituire successivamente un singolo a sé. Il gruppo ha registrato tre versioni diverse del brano; quella pubblicata su X&Y è basata su una delle prime demo di essa. Una versione più recente, caratterizzata da testo e arrangiamento differenti, è trapelata su Internet all'inizio del 2005.
Sia la canzone che il suo remix di Thin White Duke sono stati nominati ai Grammy Awards 2007, l'ultimo dei quali ha vinto.

## Video musicale
Il video, diretto da Anton Corbijn e girato in bianco e nero tra il 5 e il 6 novembre 2005 presso gli Ealing Studios di Londra, mostra i Coldplay astronauti atterrare su un pianeta alieno, dove riattivano un robot addormentato.

## Tracce
CD promozionale (Regno Unito)
1. Talk (Radio Edit) – 4:27 (Guy Berryman, Jonny Buckland, Will Champion, Chris Martin, Ralf Hütter, Emil Schult, Karl Bartos)

CD promozionale (Stati Uniti)
1. Talk (Radio Edit) – 4:27 (Guy Berryman, Jonny Buckland, Will Champion, Chris Martin, Ralf Hütter, Emil Schult, Karl Bartos)
2. Talk (Album Version) – 5:11 (Guy Berryman, Jonny Buckland, Will Champion, Chris Martin, Ralf Hütter, Emil Schult, Karl Bartos)

CD singolo (Giappone, Regno Unito)
1. Talk (Radio Edit) – 4:29 (Guy Berryman, Jonny Buckland, Will Champion, Chris Martin, Ralf Hütter, Emil Schult, Karl Bartos)
2. Sleeping Sun – 3:09 (Guy Berryman, Jonny Buckland, Will Champion, Chris Martin)

CD maxi-singolo (Australia), download digitale
1. Talk (Radio Edit) – 4:29 (Guy Berryman, Jonny Buckland, Will Champion, Chris Martin, Ralf Hütter, Emil Schult, Karl Bartos)
2. Sleeping Sun – 3:07 (Guy Berryman, Jonny Buckland, Will Champion, Chris Martin)
3. Gravity – 6:21 (Guy Berryman, Jonny Buckland, Will Champion, Chris Martin)

Box set (Paesi Bassi)
- CD1

1. Talk (Radio Edit) – 4:27 (Guy Berryman, Jonny Buckland, Will Champion, Chris Martin, Ralf Hütter, Emil Schult, Karl Bartos)
2. Swallowed in the Sea (Live in Holland) – 4:16 (Guy Berryman, Jonny Buckland, Will Champion, Chris Martin)
3. God Put a Smile upon Your Face (Live in Holland) – 4:22 (Guy Berryman, Jonny Buckland, Will Champion, Chris Martin)

- CD2

1. Talk (Album Version) – 5:11 (Guy Berryman, Jonny Buckland, Will Champion, Chris Martin, Ralf Hütter, Emil Schult, Karl Bartos)
2. Square One (Live in Holland) – 5:13 (Guy Berryman, Jonny Buckland, Will Champion, Chris Martin)
3. Clocks (Live in Holland) – 7:05 (Guy Berryman, Jonny Buckland, Will Champion, Chris Martin)

- CD3

1. Talk (Live in Holland) – 5:20 (Guy Berryman, Jonny Buckland, Will Champion, Chris Martin, Ralf Hütter, Emil Schult, Karl Bartos)
2. Til Kingdom Come (Live in Holland) – 4:27 (Guy Berryman, Jonny Buckland, Will Champion, Chris Martin)
3. Fix You (Live in Holland) – 7:10 (Guy Berryman, Jonny Buckland, Will Champion, Chris Martin)

DVD (Regno Unito)
1. Talk (Radio Edit) – 4:28 (Guy Berryman, Jonny Buckland, Will Champion, Chris Martin, Ralf Hütter, Karl Bartos, Emil Schult) – audio
2. Gravity – 6:17 (Guy Berryman, Jonny Buckland, Will Champion, Chris Martin) – audio
3. Talk (Video) – 4:59 (Guy Berryman, Jonny Buckland, Will Champion, Chris Martin, Ralf Hütter, Karl Bartos, Emil Schult)
4. Speed of Sound (Video) – 4:29 (Guy Berryman, Jonny Buckland, Will Champion, Chris Martin)
5. Talk (Making of the Video) – 2:00 (Guy Berryman, Jonny Buckland, Will Champion, Chris Martin, Ralf Hütter, Karl Bartos, Emil Schult)

7" (Regno Unito)
- Lato A

1. Talk (Radio Edit) – 4:28 (Guy Berryman, Jonny Buckland, Will Champion, Chris Martin, Ralf Hütter, Karl Bartos, Emil Schult)

- Lato B

1. Gravity – 6:17 (Guy Berryman, Jonny Buckland, Will Champion, Chris Martin)

12" – Talk - The Remixes (Regno Unito)
- Lato A

1. Talk (Thin White Duke Mix) – 8:27

- Lato B

1. Talk (FK Dub) – 8:59
2. Talk (Junkie XL Mix) – 11:46

## Formazione
Gruppo
- Chris Martin – voce, pianoforte
- Jonny Buckland – chitarra
- Guy Berryman – basso
- Will Champion – batteria

Altri musicisti
- Audrey Riley – arrangiamento strumenti ad arco, strumenti ad arco
- Chris Tombling – strumenti ad arco
- Richard George – strumenti ad arco
- Greg Warren Wilson – strumenti ad arco
- Laura Melhuish – strumenti ad arco
- Sue Dench – strumenti ad arco
- Peter Lale – strumenti ad arco
- Ann Lines – strumenti ad arco
- Mark Phytian – effetti sonori al computer
- Carmen Rizzo – effetti sonori al computer
- Rob Smith – effetti sonori al computer, assistenza tecnica

Produzione
- Danton Supple – produzione
- Coldplay – produzione
- Keith Gore – ingegneria Pro Tools
- Michael H. Brauer – missaggio
- George Marino, Chris Athens – mastering
- Jon Bailey – assistenza tecnica
- Will Hensley – assistenza tecnica
- Jake Jackson – assistenza tecnica
- Mar Lejeune – assistenza tecnica
- Taz Mattar – assistenza tecnica
- Adam Noble – assistenza tecnica
- Mike Pierce – assistenza tecnica
- Dan Parter – assistenza tecnica
- Tim Roe – assistenza tecnica
- Brian Russell – assistenza tecnica
- Adam Scheuermann – assistenza tecnica
- Brad Spence – assistenza tecnica
- Jon Withnal – assistenza tecnica
- Andrea Wright – assistenza tecnica

## Classifiche
| Classifica (2005/06)       | Posizione massima |
| -------------------------- | ----------------- |
| Australia                  | 20                |
| Austria                    | 24                |
| Belgio (Fiandre)           | 16                |
| Belgio (Vallonia)          | 21                |
| Danimarca                  | 14                |
| Finlandia                  | 18                |
| Francia                    | 34                |
| Germania                   | 29                |
| Italia                     | 24                |
| Nuova Zelanda              | 20                |
| Paesi Bassi                | 1                 |
| Regno Unito                | 10                |
| Spagna                     | 8                 |
| Stati Uniti                | 86                |
| Stati Uniti (adult top 40) | 10                |
| Stati Uniti (alternative)  | 5                 |
| Stati Uniti (dance club)   | 1                 |
| Svezia                     | 56                |
| Svizzera                   | 28                |